# Jidd Haffs
Jidd Haffs (arabă جدحفص) este un oraș situat în partea de nord a Bahrainului. La recensământul din 2001 a înregistrat 30.099 locuitori.